# عشق رهاشده
عشق رهاشده (انگلیسی: Unchained Love؛ چینی ساده: 浮图缘; پین‌یین: Fú Tú Yuán) یک مجموعه تلویزیونی چینی محصول سال ۲۰۲۲ به کارگردانی وو چیانگ است و دیلان وانگ، چن یوکی و پیتر هو در آن ایفای نقش کردند. این مجموعه از ۲۷ دسامبر ۲۰۲۲ در پلتفرم آی‌چی‌یی پخش شد.

## خلاصه داستان
در دوران باستانی دودمان دایه، شیائو دوئو با تظاهر به خواجه بودن، سال‌ها در دربار سلطنتی نفوذ می‌کند تا قاتل برادرش را پیدا کند.
پس از مرگ امپراتور، بو یین‌لو مجبور می‌شود برای فرمانروای پیشین خود را قربانی کند، اما توسط شیائو دوئو نجات می‌یابد.
با شکست امپراتریس رونگ‌آن، مورونگ گائوگونگ تاج و تخت را به دست می‌گیرد، اما جناح‌های مختلف همچنان در خفا برای تصاحب قدرت رقابت می‌کنند. در چنین فضای پرخطر و پرتنشی در دربار، شیائو دوئو و بو یین‌لو به آرامی دلباختهٔ یکدیگر می‌شوند.

## بازیگران

### اصلی
- دیلان وانگ در نقش شیائو دوئو

رئیس بخش ژائودینگ، خواجه‌ای جعلی
- چن یوکی در نقش بو یین‌لو

یک بانوی دربار
- پیتر هو در نقش مورونگ گائوگونگ

امپراتور جدید